# Manština
Manština nebo Manx (mansky Yn Ghaelg nebo Yn Ghailck) je keltský jazyk, kterým se mluví na Ostrově Man. Jde o jazyk, který se vyvinul ze staré irštiny, je podobný východoulsterskému a gallowayskému dialektu.
Poslední rodilý mluvčí Ned Maddrell zemřel roku 1974. V poslední době je však jazyk znovu vyučován. V současné době mluví manštinou přes 2 200 lidí.

## Příklady

### Číslovky
| Mansky  | Česky |
| nane    | jeden |
| daa     | dva   |
| tree    | tři   |
| kiare   | čtyři |
| queig   | pět   |
| shey    | šest  |
| shiaght | sedm  |
| hoght   | osm   |
| nuy     | devět |
| jeih    | deset |

### Užitečné pozdravy a fráze
| Mansky               | Česky             |
| Hello!               | Ahoj!             |
| Moghrey mie!         | Dobré ráno!       |
| Fastyr mie!          | Dobré odpoledne!  |
| Oie vie!             | Dobrý večer!      |
| Slane lhiat!         | Na shledanou!     |
| She / Cha nee        | Ano / Ne          |
| My sailt             | Prosím            |
| Gura mie ayd!        | Děkuji!           |
| Gura mie mooar ayd!  | Děkuji mnohokrát! |
| Gow my leshtal       | Promiň            |
| My hoshtal / My yesh | Levý / Pravý      |

## Ukázka manštiny
| manština | Dooyrt “Ballooilley” rish: “Vel ny partanyn snaue, Joe?” “Cha nel monney, cha nel monney,” dooyrt Joe. “T'ad feer ghoan.” |
| čeština  | „Ballooilley“ mu řekl: „Plazí se ti krabi, Joe?“ „Moc ne, moc ne,“ řekl Joe. „Jsou velmi vzácní.“                         |

## Vzorový text
Otče náš (modlitba Páně):
Ayr ain t'ayns niau,
Casherick dy row dt'ennym.
Dy jig dty reeriaght.
Dt'aigney dy row jeant er y thalloo,
myr t'ayns niau.
Cur dooin nyn arran jiu as gagh laa,
as leih dooin nyn loghtyn,
myr ta shin leih dauesyn
ta jannoo loghtyn nyn 'oi.
As ny leeid shin ayns miolagh,
agh livrey shin veih olk. Amen.

### Všeobecná deklarace lidských práv
| mansky | Ta dy chooilley ghooinney ruggit seyr as corrym rish dy chooilley ghooinney elley ayns ooashley as ayns cairys. Ta resoon as cooinsheanse stowit orroo as lhisagh ad dellal rish y cheilley lesh spyrryd braaragh. |
| česky  | Všichni lidé se rodí svobodní a sobě rovní co do důstojnosti a práv. Jsou nadáni rozumem a svědomím a mají spolu jednat v duchu bratrství.                                                                         |